# Rechnitz
Rechnitz is een gemeente in de Oostenrijkse deelstaat Burgenland, gelegen in het district Oberwart (OW). De gemeente heeft ongeveer 3200 inwoners.

## Geografie
Rechnitz heeft een oppervlakte van 43,8 km². Het ligt op de zuidflank van het gebergte van Kőszeg, aan de voet van de 884 m hoge Geschriebenstein, waar het bosrijke gebied overgaat in wijn- en boomgaarden. Het ligt in het uiterste oosten van het land op de grens met Hongarije in de buurt van Szombathely.

## Geschiedenis
De gemeente ontwikkelde zich rond de burcht Rechnitz.
Sinds 1348 is het een erkende marktplaats.
Tot 1920/21 behoorde het tot Hongarije. Vanaf 1898 werd in het kader van de magyarisering de naam Rohonc gebruikt.

## Partnersteden
- Alzey in Rijnland-Palts, Duitsland (sinds 1981)
- Lábatlan, Hongarije (sinds 2003)

## Galerij

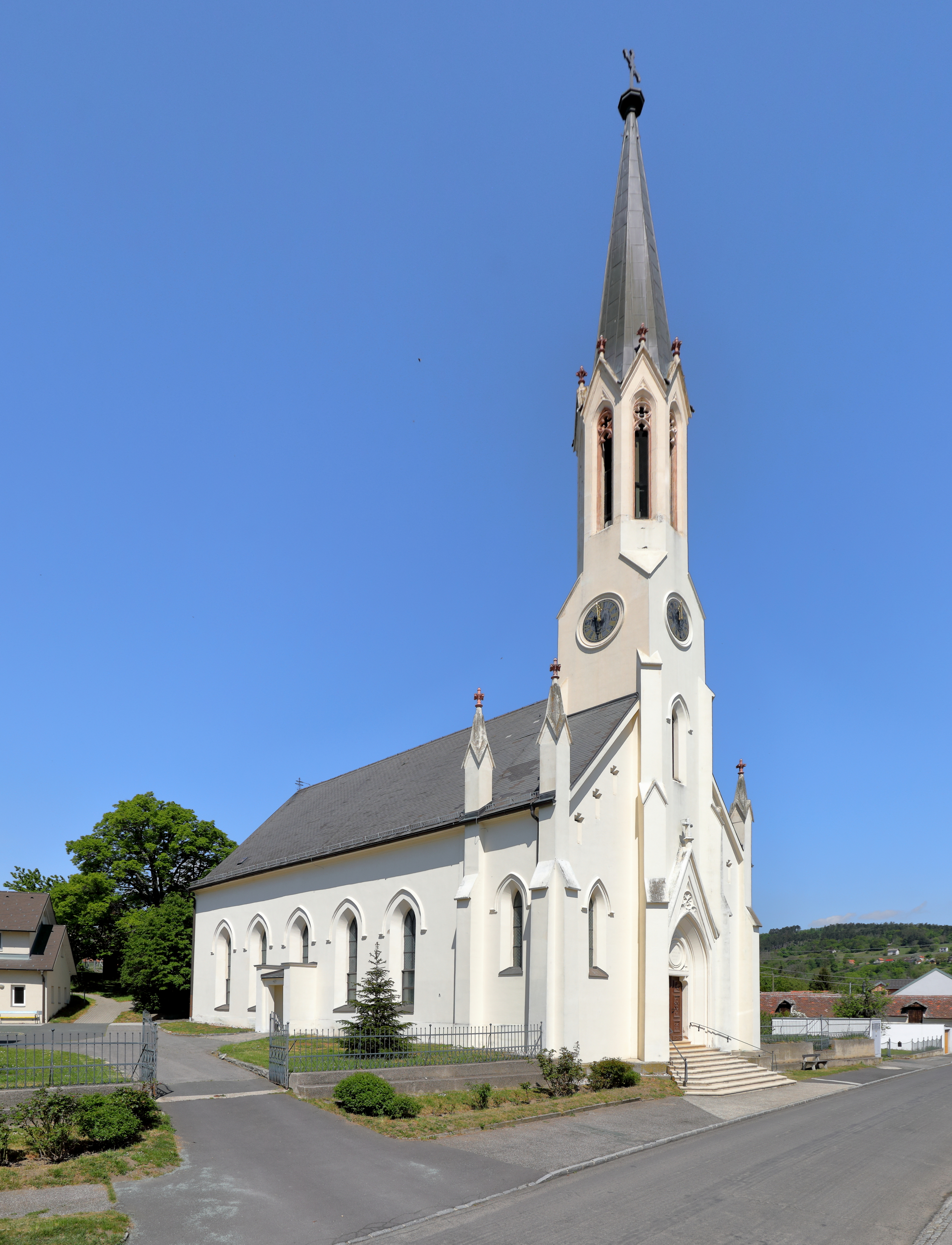
18e-eeuwse Evangelische kerk
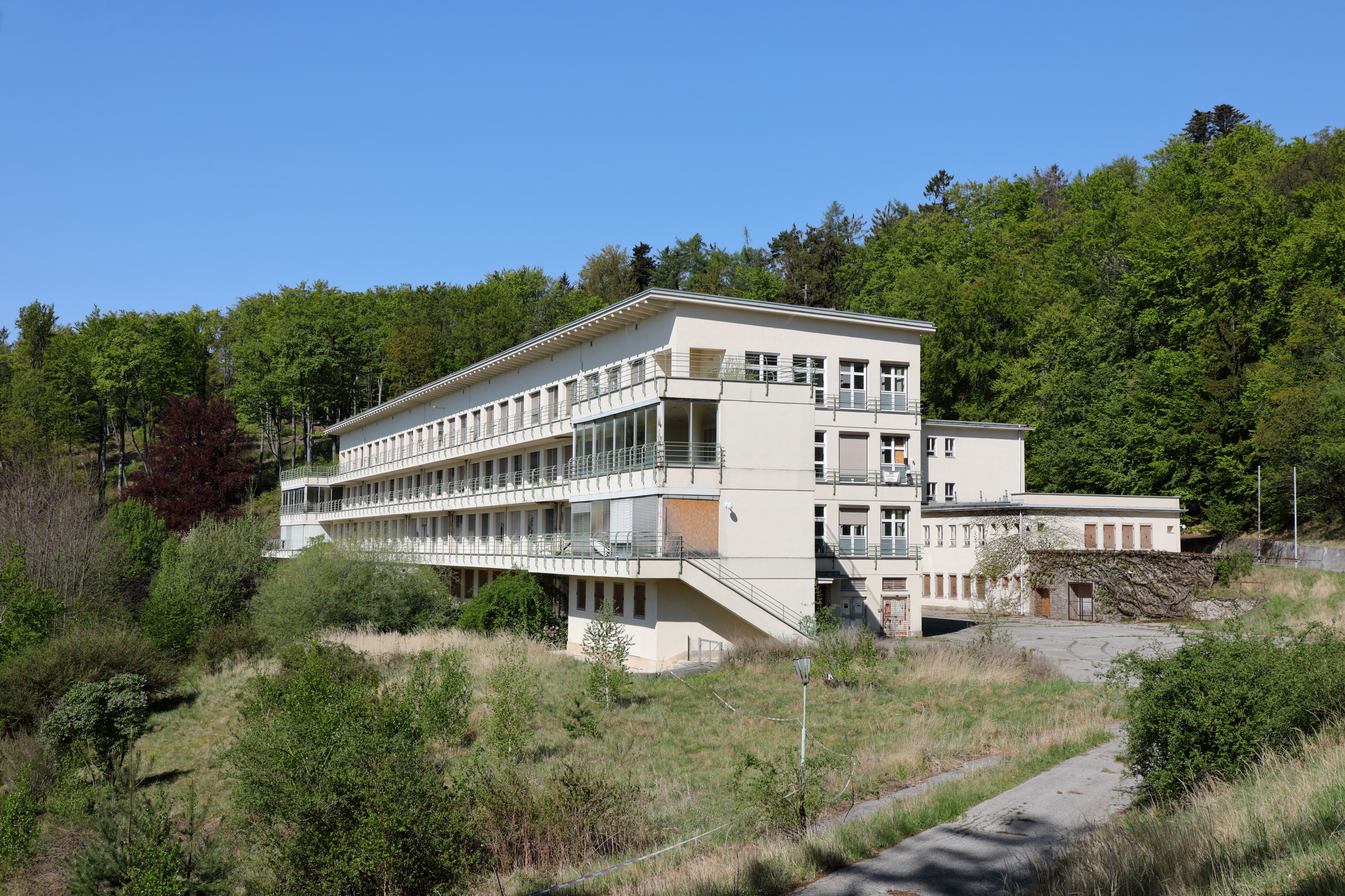
Voormalig centrum voor behandeling van longaandoeningen Hirschenstein
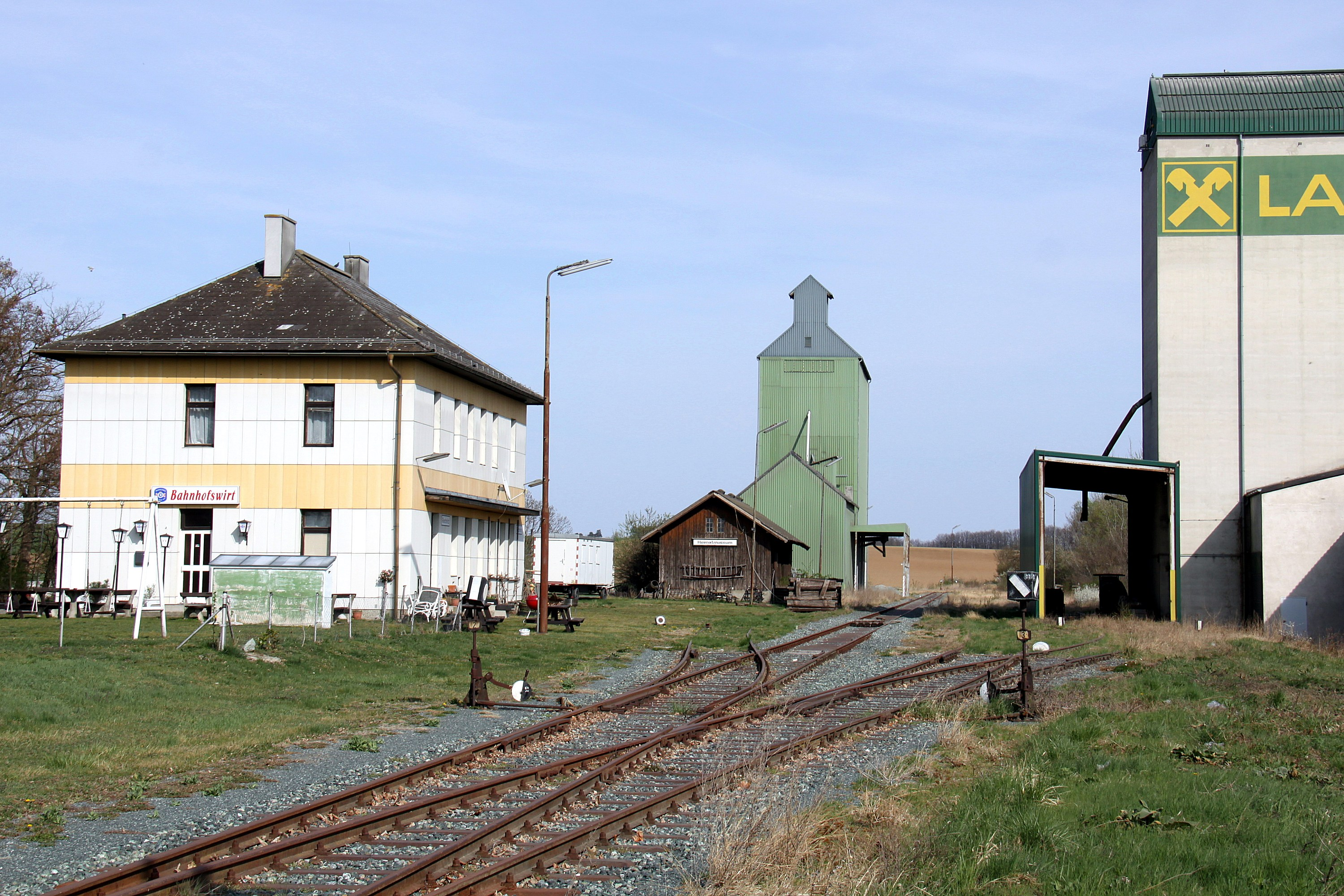
Treinstation Rechnitz
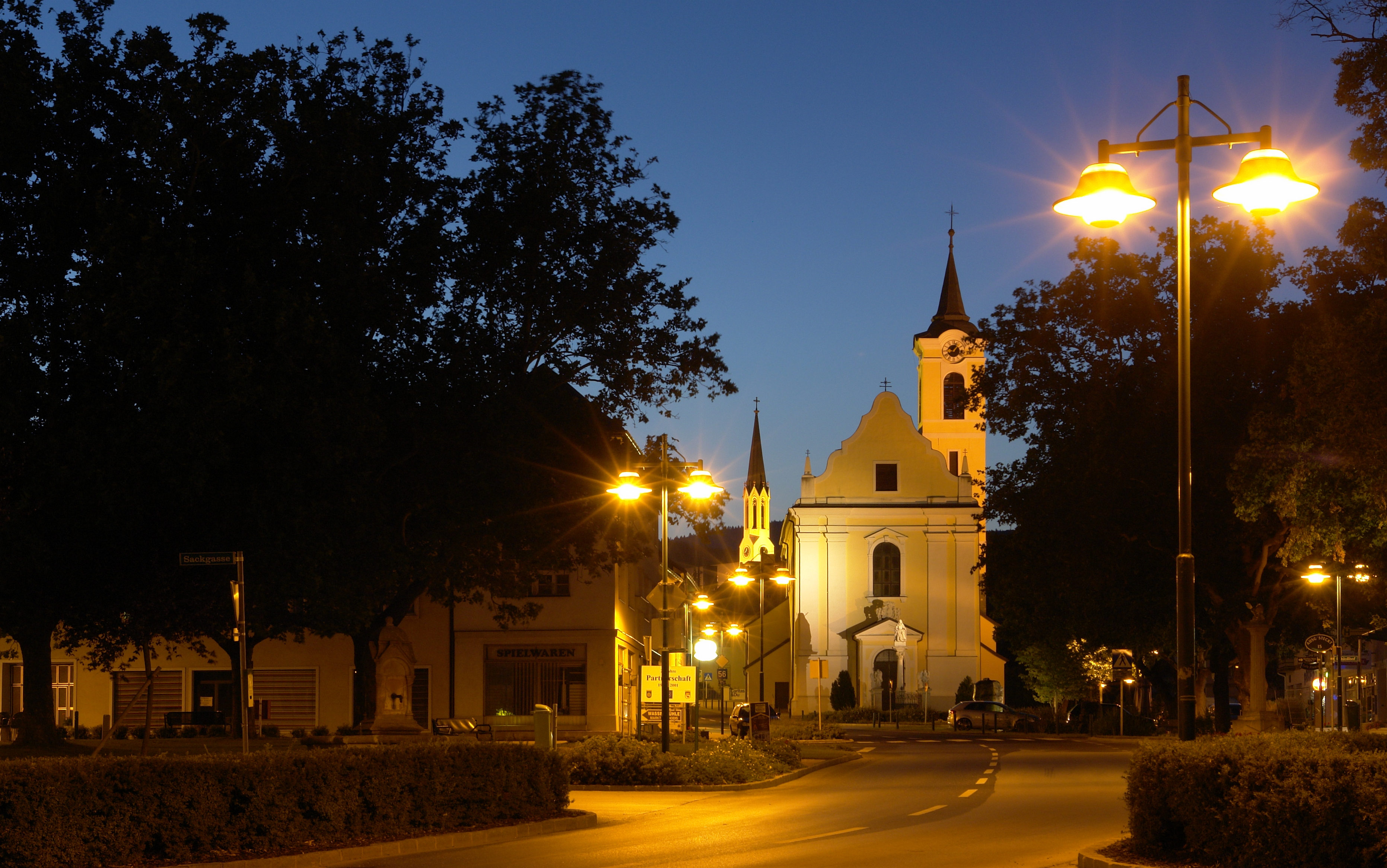
Centrum Rechnitz met katholieke kerk
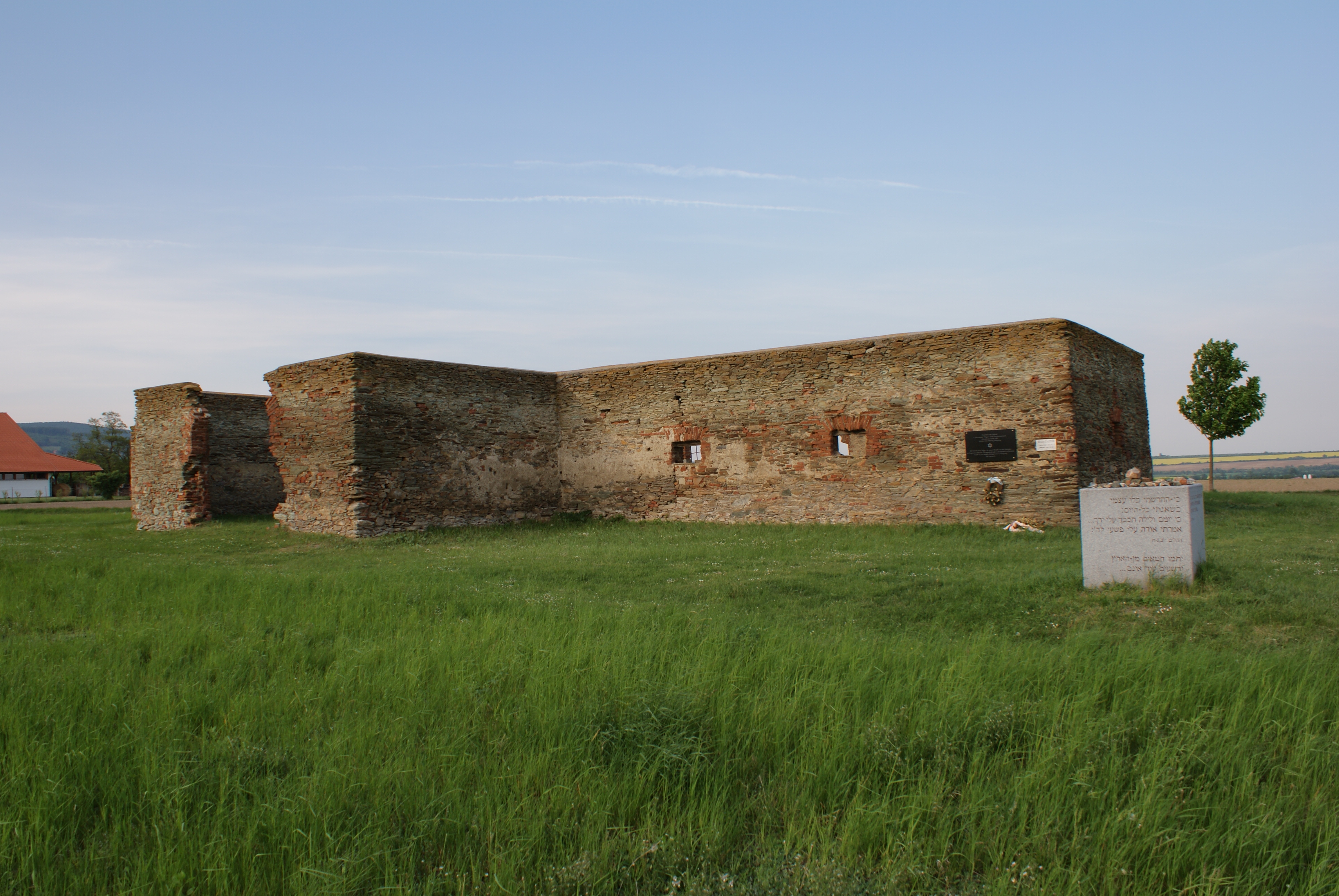
Holocaustmonument Kreuzstadl
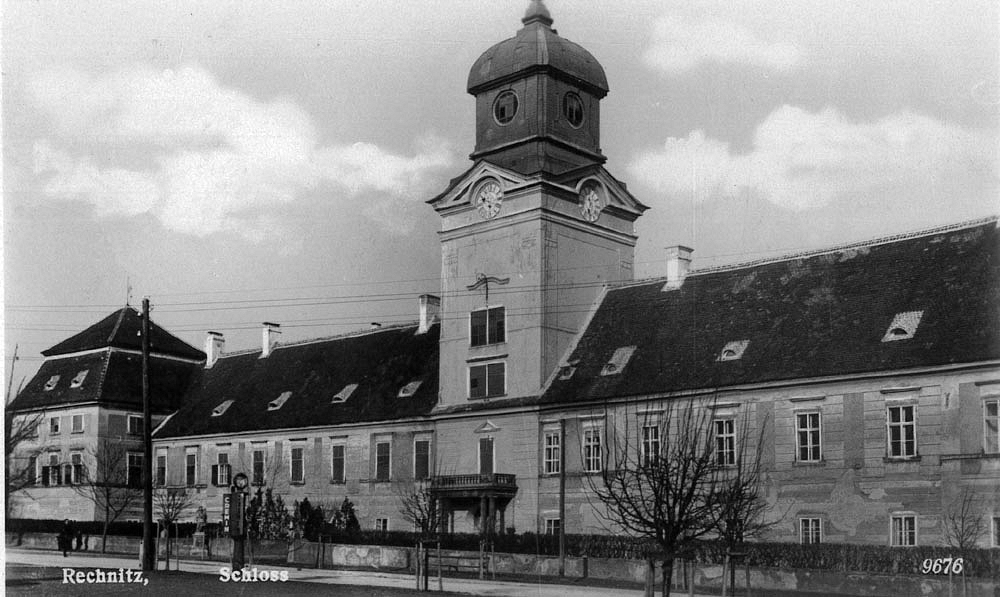
Kasteel Rechnitz, dat in 1945 afbrandde door gevechtshandelingen

Bad Tatzmannsdorf · Badersdorf · Bernstein · Deutsch Schützen-Eisenberg · Grafenschachen · Großpetersdorf · Hannersdorf · Jabing · Kemeten · Kohfidisch · Litzelsdorf · Loipersdorf-Kitzladen · Mariasdorf · Markt Allhau · Markt Neuhodis · Mischendorf · Neustift an der Lafnitz · Oberdorf im Burgenland · Oberschützen · Oberwart · Pinkafeld · Rechnitz · Riedlingsdorf · Rotenturm · Schachendorf · Schandorf · Stadtschlaining · Unterkohlstätten · Unterwart · Weiden bei Rechnitz · Wiesfleck · Wolfau
- Gemeinsame Normdatei: 4325177-8
- Library of Congress Control Number: n96042096
- MusicBrainz: 1bbf733a-bb21-4b18-b6a0-0c284bea8f09
- Nationale Bibliotheek van Tsjechië: ge695484
- Nationale Bibliotheek van Israël: 987007540214905171
- Virtual International Authority File: 146091848
- WorldCat: E39PBJppFr6yX3TRkV4CYJwV4q